# كبرياء وتحامل ووحوش الزومبي
كبرياء وتحامل ووحوش الزومبي (بالإنجليزية: Pride and Prejudice and Zombies)‏ هو فيلم كوميدي تاريخي بريطاني أمريكي تم إنتاجه في سنة 2016 والفيلم مبني على رواية حملت نفس الإسم لسيث غراهام سميث وألتي هي إعادة نشر لرواية كبرياء وتحامل لجاين أوستن، ومن إخراج بور ستيرس وبطولة ليلي جيمز وسام رايلاي وجاك هيوستن وبيلا هيثكوت ودوغلاس بوث ومات سميث وتشارلز دانس ولينا هيدي، وقد تم توزيع الفيلم عن طريق شركة ليونزغيت إنترتاينمنت.

## القصة
بوحي من رواية جين أوستن الشهيرة (كبرياء وتحامل)، تدور أحداث الفيلم في المجتمع البريطاني الأرستقراطي خلال القرن التاسع عشر حول شاب وفتاة وقصة الحب التي جمعتهما معًا، لكن مع اختلاف الفوارق الاجتماعية بينهما، يصير ارتباطهما أمرًا صعبًا لتحامل المجتمع عليهما، وتزداد الأمور تعقيدًا مع اضطرارهما لمواجهة لجيش كامل من الموتى الأحياء.

## البطولة
- ليلي جيمز بدور إليزابيث بينيت
- سام رايلاي بدور مستر دارسي
- جاك هيوستن بدور جورج ويكهام
- بيلا هيثكوت بدور جين بينيت
- دوغلاس بوث بدور مستر بينغلي
- مات سميث بدور وليام كولينس
- تشارلز دانس بدور مستر بينيت
- لينا هيدي بدور كاثرين دي بورغ
- سوكي واترهاوس بدور كيتي بينيت
- إيما غرينويل بدور كارولين بينغلي
- إيلي بامبر بدور ليديا بينيت
- ميلي برادي بدور ماري بينيت
- سالي فيليبس بدور مستر بينيت
- أيسلنغ لوفتس بدور شارلوت لوكاس
- دولي ويلس بدور مستر فيثردون
- توم لوركان بدور الضابط ديني
- هيرميون كورفيلد بدور كاساندرا
- جيس رادومسكا بدور أنابيل نيذرفيلد

## التقييم
حصل الفيلم على تقييم 43% في موقع الطماطم الفاسدة وحصل الفيلم على 143 مراجعة. في موقع ميتاكريتيك حصل الفيلم على تقييم 45 من 100 وعلى 34 انتقاد بين إيجابي وسلبي.

## روابط خارجية
- كبرياء وتحامل ووحوش الزومبي على موقع IMDb (الإنجليزية)
- كبرياء وتحامل ووحوش الزومبي على موقع ميتاكريتيك (الإنجليزية)
- كبرياء وتحامل ووحوش الزومبي على موقع روتن توميتوز (الإنجليزية)
- كبرياء وتحامل ووحوش الزومبي على موقع قاعدة بيانات الأفلام العربية
- كبرياء وتحامل ووحوش الزومبي على موقع ألو سيني (الفرنسية)
- كبرياء وتحامل ووحوش الزومبي على موقع أول موفي (الإنجليزية)
- كبرياء وتحامل ووحوش الزومبي على موقع بوكس أوفيس موجو (الإنجليزية)
- كبرياء وتحامل ووحوش الزومبي على موقع فيلمافينيتي (الإسبانية)
- كبرياء وتحامل ووحوش الزومبي على موقع قاعدة بيانات الفيلم (الإنجليزية)
- كبرياء وتحامل ووحوش الزومبي على موقع ليتربوكسد (الإنجليزية)